# مارغريت لي (ممثلة إنجليزية)
مارغريت لي (بالإنجليزية: Margaret Lee)‏ (و. 1943 – م) هي ممثلة، من المملكة المتحدة، ولدت في وولفرهامبتون.

## وصلات خارجية
- مارغريت لي على موقع IMDb (الإنجليزية)
- مارغريت لي على موقع ألو سيني (الفرنسية)
- مارغريت لي على موقع أول موفي (الإنجليزية)
- مارغريت لي على موقع قاعدة بيانات الأفلام السويدية (السويدية)
- مارغريت لي على موقع قاعدة بيانات الفيلم (الإنجليزية)
- مارغريت لي على موقع كينوبويسك (الروسية)